# Autonomno vozilo
Autonomno vozilo je vozilo koje može raspoznati okolinu u kojoj se nalazi i kretati se kroz nju uz vrlo malo ili bez ljudskog upravljanja. Autonomna vozila istovremeno koriste razne senzore za prepoznavanje okoline, kao što su radari, lidari, sonari, GPS, odometrija i jedinice za inercijsko mjerenje. Napredni upravljački sustavi interpretiraju senzorne informacije kako bi prepoznali prikladne puteve za kretanje, prepreke i prometne znakove.
Trenutno se smatra da kamioni za prijevoz na duge udaljenosti vode u usvajanju i implementaciji ove tehnologije.
Predviđanja o širokom i brzom uvođenju robotaksija – već do 2018. – nisu se ostvarila. U tijeku su brojna ispitivanja u gradovima diljem svijeta, od kojih su neka otvorena za javnost i donose prihod. Međutim, od 2021. postavljaju se pitanja je li napredak samovozeće tehnologije zastao i jesu li riješeni problemi društvenog prihvaćanja, kibernetičke sigurnosti i troškova.